# Slayer
Slayer é uma banda norte-americana de thrash metal proveniente de Huntington Park, Califórnia, formada em 1981 pelos guitarristas Jeff Hanneman e Kerry King. Slayer ganhou notoriedade a partir de 1986, com o álbum Reign in Blood, descrito pela revista Kerrang como "o álbum mais pesado de todos os tempos", e faz parte do Big Four of Thrash, as quatro maiores bandas de thrash metal, juntamente com Metallica, Megadeth e Anthrax.
O estilo musical de Slayer envolve rápidos tremolos, variados e complexos solos de guitarra, riffs em escalas irregulares, bumbo duplo na bateria e vocais pesados alternando desde falsettos até guturais. As letras e arte dos álbuns se baseiam em temas como serial killers, satanismo, religião e a guerra, o que levou a gerar diversos problemas ao longo da história da banda, como proibições de álbuns, atrasos em turnês, processos judiciais, além de ser constante alvo de críticas de grupos religiosos. Contudo, sua música tornou-se altamente influente, sendo frequentemente citada por muitas bandas como uma influência musical, visual e lírica.
Em mais de trinta anos de carreira, a banda lançou dois álbuns ao vivo, dois box sets, treze videoclipes, 18 singles, dois EPs e onze álbuns de estúdio, dos quais quatro receberam disco de ouro pela RIAA. A banda foi nomeada cinco vezes para o Grammy na categoria Melhor Performance de Metal, ganhando uma em 2007 com a canção "Eyes of the Insane" e outra em 2008 com a canção "Final Six".  Slayer já tocou em vários grandes festivais de música em todo o mundo, incluindo Unholy Alliance, Download festival, Ozzfest e Rock in Rio.
Em maio de 2018, o Slayer iniciou uma turnê de despedida, resultando em mais de 150 apresentações e passando por 30 países. O último show ocorreu em Los Angeles, no dia 30 de novembro de 2019.
Após terem anunciado seu fim em meados de 2019, a banda anunciou seu retorno, confirmado pelo então frontman Tom Araya e pelo guitarrista Kerry king.

## História

### Primórdios eShow No Mercy(1981–1984)

Logotipo do Slayer

O Slayer foi formado em 1981, quando o guitarrista Kerry King encontrou Jeff Hanneman enquanto fazia audição para uma banda. Os dois recrutaram o baixista e vocalista Tom Araya, que havia tocado com King anteriormente em outra banda. O baterista Dave Lombardo foi recrutado quando ele conheceu King entregando uma pizza. A banda começou tocando versões cover de Iron Maiden e Judas Priest em clubes e festas no sul da Califórnia. Anteriormente, seus shows baseavam-se em uma imagem satânica, que incluía pentagramas, maquiagem, espículas e cruzes invertidas. Existia um rumor que a banda era originalmente conhecida como Dragonslayer, por um filme de mesmo nome de 1981. No entanto, quando King foi perguntado "Como você pôde usar o nome Dragonslayer?",  teria respondido "Nós nunca usamos este nome, é um mito daquela época."
A banda foi convidada para abrir o show da banda "Bitch" no Woodstock Club em Los Angeles, tocando oito músicas — sendo seis covers. Enquanto tocava "Phantom of the Opera", do Iron Maiden a banda foi vista por Brian Slagel, um antigo jornalista musical que havia recentemente fundado a Metal Blade Records. Impressionado com o desempenho do Slayer, Slagel reuniu-se com a banda no backstage e pediu-lhes para gravar uma canção original para a sua próxima compilação, Metal Massacre III. A banda aceitou a proposta e criou a canção "Aggressive Perfector", o que levou Slagel a oferecer para banda um contrato de gravação com a Metal Blade.
Sem um patrocínio para a gravação de seu álbum de estreia, a banda foi forçada a se autofinanciar. Juntando a poupança de Araya, que trabalhava originalmente como terapeuta respiratório, e o dinheiro emprestado do pai de King, a banda entrou no estúdio em novembro de 1983. O álbum foi apressado para liberação; com apenas três semanas as faixas estavam prontas. Show No Mercy, lançado em dezembro de 1983 pela Metal Blade Records, gerou grande popularidade na cena underground, e assim começaram sua primeira tour nacional em 1984 para promover o álbum de estreia viajando em um Camaro de Araya, rebocando um trailer . A tour deu à banda mais popularidade; as vendas do Show No Mercy chegaram a mais de vinte mil nos Estados Unidos e mais vinte mil no mundo.

### Haunting the ChapeleHell Awaits(1984–1986)
Em agosto de 1984, o Slayer lançou três faixas em um EP intitulado Haunting the Chapel. O EP tinha uma sonoridade mais obscura, mais thrash metal que seu predecessor, e lançou as bases para a futura direção da banda. A faixa de abertura, "Chemical Warfare," tornou-se um clássico ao vivo, tocado em quase todos os shows desde 1984. Após o lançamento de Haunting the Chapel, o Slayer estreou  na Europa no Heavy Sounds Festival na Bélgica fazendo a abertura para a UFO, retornando aos Estados Unidos para começar o Haunting The West Coast tour.
Após a turnê, King juntou-se a Dave Mustaine e sua nova banda Megadeth. Hanneman estava preocupado com a decisão de King, afirmando em uma entrevista "Eu acho que nós vamos precisar de um novo guitarrista." Enquanto Mustaine queria King para permanecer na base original do Megadeth, este saiu após cinco shows, declarando: "a banda de Mustaine estava tomando muito meu tempo". O caso causou uma rixa entre King e Mustaine, posteriormente chegando a ser uma histórica rivalidade entre o Slayer e o Megadeth. O impasse só chegou a ser "resolvido" décadas depois, quando o Big Four of Thrash se reuniu historicamente ao vivo na Bulgária e Megadeth e Slayer subiram ao palco juntos. Após o retorno de King, a banda embarcou na 1984 Combat Tour, com Venom e Exodus, e ainda lançou um álbum ao vivo chamado Live Undead em novembro.
O Slayer lançou seu primeiro home video em 1985, chamado Combat Tour: The Ultimate Revenge. O vídeo mostrou a apresentação ao vivo da banda em Nova Iorque no clube Studio 54, na tour de 1984 com Venom e Exodus.[carece de fontes?] Em meados de 1985, Show No Mercy chegou a vender mais de 40.000 cópias, o que fez a banda retornar ao estúdio para a gravação de um segundo álbum. A Metal Blade financiou a gravação, possibilitando à banda contratar o produtor Ron Fair.
Lançado em setembro de 1985, o segundo álbum de estúdio de Slayer, Hell Awaits, expandiu a atmosfera obscura de Haunting the Chapel, com inferno e Satã sendo temas líricos comuns. Este foi o álbum mais progressivo do Slayer até então, apresentando estruturas musicais longas e complexas. A introdução do álbum é um backmasking com voz demoníaca repetindo "Join us" (una-se a nós) e terminando com "Welcome back" (bem-vindo de volta) antes da faixa começar. O álbum foi um sucesso, com fãs escolhendo Slayer para diversas premiações, como "melhor banda" e "melhor banda ao vivo". Hell Awaits acabou ganhando o título de "melhor álbum de 1985" e Dave Lombardo o de "melhor baterista", segundo pesquisa realizada em 1985 pela revista britânica Metal Forces.

### Reign in Blood(1986–1987)

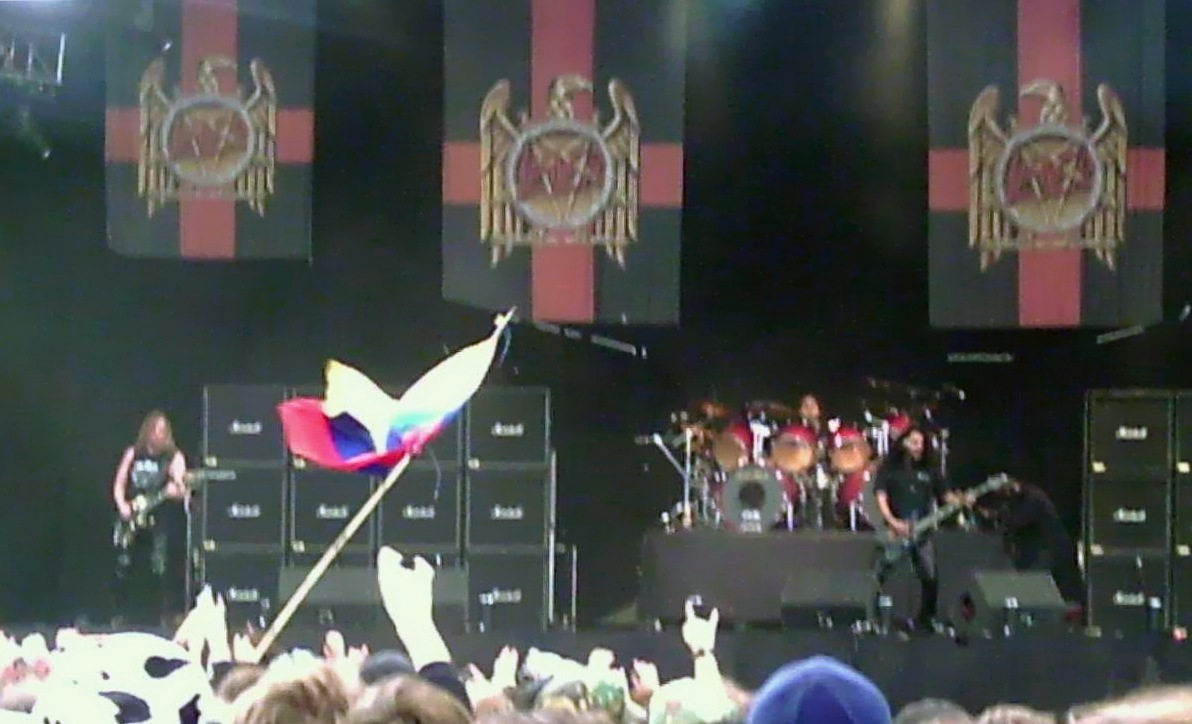
Slayer tocando no Download Festival de 2005, em tour de divulgação do DVD Still Reigning, referente ao álbum Reign in Blood

Seguindo o sucesso de Hell Awaits, foi oferecido ao Slayer um contrato de gravação com Russell Simmons e Rick Rubin, da recém-fundada Def Jam Recordings, uma gravadora dedicada especialmente ao rap. A banda aceitou, e com um experiente produtor e grande orçamento para gravação, a banda sofreu uma reformulação musical, resultando em canções curtas, rápidas e com produção mais limpa. Foram embora os arranjos complexos e músicas longas apresentados em Hell Awaits, suprimido em favor de um som despojado, influenciado pelo thrash metal na estrutura das canções.
A distribuidora da Def Jam, Columbia Records, se recusou a lançar o álbum Reign in Blood, devido a sua arte gráfica e temas líricos. Como exemplo, "Angel of Death" detalhava os campos de concentração do Holocausto e as experiências humanas conduzidas pelo médico nazista Josef Mengele. O álbum foi distribuído pela Geffen Records em 7 de Outubro de 1986.[carece de fontes?] No entanto, devido à controvérsia, Reign in Blood não apareceu no calendário de lançamentos da empresa. Embora o álbum praticamente não tenha tocado frequentemente em nenhuma rádio, tornou-se o primeiro da banda a entrar na Billboard 200, estreando na posição 94, e foi o primeiro álbum da banda certificado como disco de ouro nos Estados Unidos.
Em outubro de 1986, Slayer embarcou na sua turnê mundial Reign in Pain, com a banda Overkill nos EUA e Malice na Europa. A banda foi adicionada como a abertura na turnê do W.A.S.P nos EUA, mas em apenas um mês o baterista Lombardo deixou a banda, declarando: "Eu não estava fazendo nenhum dinheiro. Eu pensava que estivéssemos fazendo isso profissionalmente, com um grande rótulo. Eu quero minha utilidade pública e renda paga." Para continuar com a turnê, Slayer recorreu a Tony Scaglione, do Whiplash. No entanto, a esposa de Dave Lombardo o convenceu para retornar à banda em 1987. Por insistência de Rubin, Slayer gravou uma versão cover do Iron Butterfly, "In-A-Gadda-Da-Vida" para o filme Less Than Zero. Embora a banda não ficasse feliz com o produto final — Hanneman entendeu como "uma má representação do Slayer" e King rotulou como "um pedaço de merda" —, foi uma de suas primeiras canções a tocar frequentemente nas rádios.

### South of HeaveneSeasons in the Abyss(1988–1993)
Slayer retornou ao estúdio para gravar o seu quarto álbum. Ao invés da velocidade de Reign in Blood, a banda decidiu conscientemente em abrandar os andamentos e de incorporar um canto mais melódico. Hanneman afirmava: "Sabíamos que não poderíamos ser superiores ao Reign in Blood, de modo que tivemos de abrandar. Sabíamos o que tínhamos feito e que iria ser comparado àquele álbum, e recordo-me de que realmente nós discutimos sobre isso. Isso foi estranho — nós nunca tínhamos o feito em um álbum, antes ou desde então."

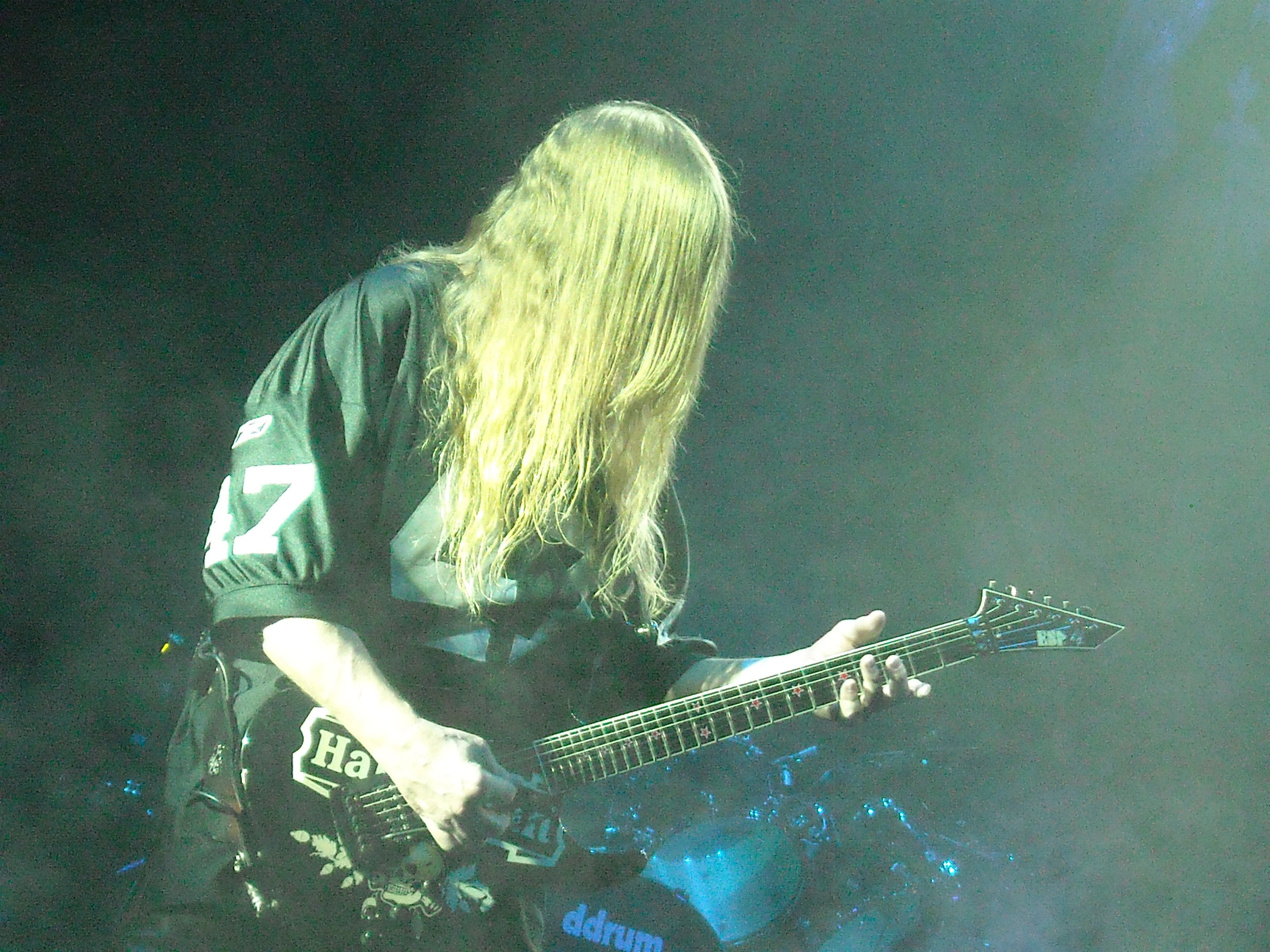
Jeff Hanneman, principal compositor do álbum South of Heaven

Lançado em 1988, South of Heaven recebeu um misto de respostas dos fãs e críticos, embora tenha sido na época seu álbum mais bem sucedido comercialmente, estreando na posição 57 da Billboard 200, e o segundo álbum a receber certificação como disco de ouro nos Estados Unidos pela RIAA. A resposta da imprensa ao álbum foi mista: com o Allmusic citando o álbum como "inquietante e poderoso", e a revista Rolling Stone chamando-o de "verdadeira diretriz ofensiva satânica". King diz que "aquele álbum foi o meu desempenho mais apagado", apesar de Araya afirmar que o álbum teve um "estouro tardio", caindo aos poucos no gosto das pessoas.
O Slayer retornou ao estúdio com o co-produtor Andy Wallace em 1989, para gravar seu quinto álbum. Com a repercussão gerada pelo South of Heaven, a banda retornou para a "velocidade triturante de Reign in Blood", enquanto mantinha um som melódico. Seasons in the Abyss, lançado em outubro de 1990, foi o primeiro álbum do Slayer a ser lançado sob a nova gravadora de Rubin, a Def American, já que ele havia encerrado a sociedade com o proprietário da Def Jam, Russell Simmons, alegando diferenças criativas. O álbum estreou na posição 44 da Billboard 200 e foi certificado como disco de ouro em 1992. A faixa-título foi o segundo videoclipe do Slayer, filmado em frente às Pirâmides de Gizé, no Egito, antes da Guerra do Golfo.
O Slayer retornou com uma apresentação ao vivo em setembro de 1990 para co-liderar a turnê europeia Clash of the Titans, com Megadeth, Suicidal Tendencies e Testament. Com a popularidade do thrash americano em seu apogeu, a turnê foi prorrogada para os Estados Unidos para início de maio em 1991, com Megadeth, Anthrax e, como banda de abertura, Alice in Chains. A banda lançou um álbum ao vivo duplo, Decade of Aggression, em 1991, para celebrar dez anos. A compilação estreou em 55º lugar na Billboard 200.
Em maio de 1992, Dave Lombardo saiu da banda devido a conflitos com outros membros, bem como argumentos ao longo do seu desejo de trazer a sua mulher na turnê. Lombardo formou a sua própria banda, chamada Grip Inc., junto ao guitarrista do Voodoocult,  Waldemar Sorychta, e o Slayer recrutou o ex-baterista do Forbidden, Paul Bostaph, para preencher o seu lugar. O Slayer fez sua apresentação de estreia com Bostaph em 1992, no festival Monsters of Rock, no Castelo de Donington. A primeira gravação em estúdio com Bostaph foi um medley de três canções do Exploited, "War", "UK '82" e "Disorder", com o rapper Ice-T, para a trilha sonora do filme Judgment Night em 1993.

### Divine InterventioneUndisputed Attitude(1994–1997)

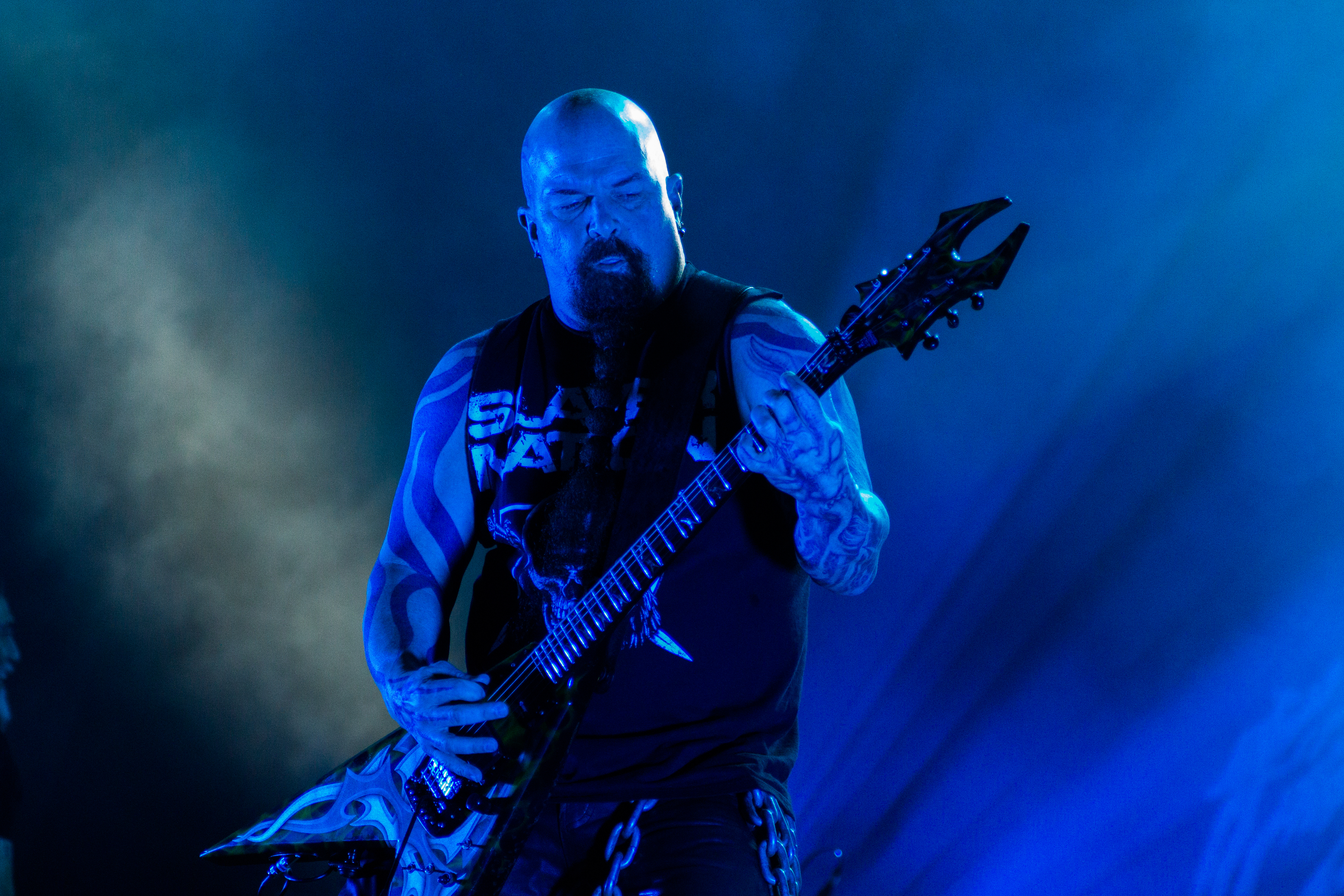
Kerry King, principal compositor do álbum Divine Intervention

Em 1994, o Slayer lançou Divine Intervention, o primeiro registro da banda com o baterista Bostaph. A gravação passou a ser nesse momento a classificação mais alta de um disco da banda, estreando em 8º lugar na Billboard 200 e recebendo certificado de ouro. O álbum incluiu canções sobre Reinhard Heydrich, um dos "arquitetos "do Holocausto, e Jeffrey Dahmer, famoso serial killer canibal - "213" foi o número de seu apartamento, onde ele assassinou, violentou, e torturou dezessete vítimas. Outros temas incluem homicídio, os males da igreja e os métodos que o governo utiliza para exercer o poder. O interesse de Tom Araya em serial killers inspirou grande parte do conteúdo lírico. Ainda em 1994, tocaram no festival Monsters of Rock na edição brasileira como uma das principais atrações.
Slayer encaminhou-se para uma turnê mundial em 1995, com Biohazard e Machine Head como suas bandas de abertura. Um vídeo de filmagens ao vivo, Live Intrusion, foi lançado, com um cover do Venom, "Witching Hour" (em parceria com o Machine Head).[carece de fontes?]
Em 1996 foi lançado Undisputed Attitude, um álbum de covers hardcore/crossover thrash. A banda regravou  canções de bandas como Minor Threat, T.S.O.L., DRI, D.I, Verbal Abuse, Dr. Know e The Stooges.[carece de fontes?] O álbum apresentou três faixas originais, "Gemini", "Can’t Stand You", "Ddamm"; as duas últimas foram escritas por Hanneman entre 1984-1985 para um projeto paralelo intitulado Pap Smear. Bostaph deixou o Slayer pouco tempo depois do lançamento do álbum para trabalhar em seu próprio projeto, The Truth About Seafood. Com a partida de Bostaph, o Slayer recrutou o baterista Jon Dette do Testament e liderou o Ozzfest de 1996 junto a Ozzy Osbourne, Danzig, Biohazard, Sepultura, e Fear Factory. Dette foi despedido depois de um ano, devido a um conflito com os membros da banda; Bostaph retornou para continuar a turnê.

### Diabolus in Musica(1998–2000)
Diabolus in Musica (latim: "O Diabo na Música") foi lançado em 1998, e estreou em 31º lugar no Billboard 200, vendendo mais de 46.000 cópias. O álbum recebeu críticas mistas e foi caracterizado por adotar elementos do estilo nu-metal, como as guitarras em baixa sintonia, estruturas de acordes sombrios e batidas mais agitadas, ainda que mantivesse as raízes do thrash. O jornalista Borijov Krgin, do site Blabbermouth.net, descreveu o álbum como "uma fraca tentativa de incorporar elementos atualizados para o som do grupo, cuja intenção era inovar tentando abster-se de repetir seu material prévio e também para seus futuros lançamentos", enquanto Ben Ratliff, do New York Times, escreveu que "oito das onze músicas em Diabolus in Musica, algumas das quais foram tocadas ao vivo, estão na mesma cinza, e que as ideias rítmicas do som parecem cansativas." Já Adrien Begrand do PopMatters, disse que era um álbum único e que canções como "Bitter Peace" e "Death's Head" "superam qualquer coisa que jovens iniciantes como Slipknot criem."
Diabolus foi o primeiro álbum da banda com afinação em baixa sintonia, como apresentado na faixa "Bitter Peace", fazendo uso do intervalo musical referido na Idade Média como Trítono ou "a escala do Diabo". Uma turnê mundial seguiu para dar suporte ao novo álbum, com o Slayer fazendo uma apresentação no Ozzfest de 1998 no Reino Unido juntamente com Black Sabbath, Ozzy Osbourne, Foo Fighters, Pantera, Soulfly, System of a Down, Sepultura, Fear Factory e Therapy?. O Slayer juntou-se ao hardcore digital do grupo Atari Teenage Riot para gravar uma música para a trilha sonora do filme Spawn, intitulada "No Remorse (I Wanna Die)". Mais tarde, os californianos prestaram homenagem ao Black Sabbath com a regravação de "Hand of Doom" para o segundo de dois álbuns tributo chamado Nativity in Black II.

### God Hates Us All(2001–2005)
Depois de atrasos nas remixagens e ilustrações, incluindo slip covers criado para cobrir o trabalho artístico original que foi considerado muito agressivo, God Hates Us All foi lançado em 11 de setembro de 2001, mesmo dia dos atentados terroristas ao World Trade Center. A banda recebeu a sua primeira indicação para o Grammy com a faixa "Disciple", embora o Grammy tenha premiado Tool, por "Schism".

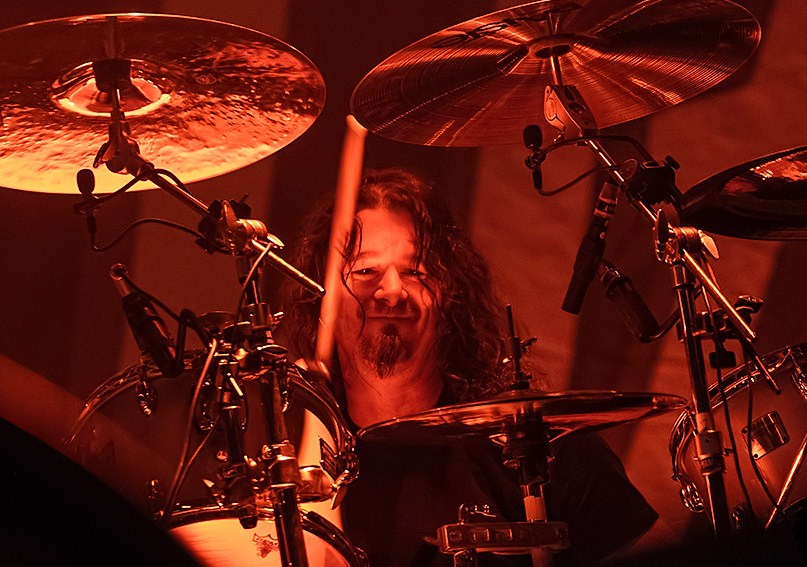
Paul Bostaph, baterista do álbum God Hates Us All

O atentado de 11 de setembro contra a América comprometeu a turnê europeia de 2001, Tattoo the Planet, que inicialmente tinha previsto apresentações de Pantera, Static X, Biohazard e Vision of Desorder. Shows foram cancelados ou adiados devido às restrições de voo, com a maioria das bandas decidindo por retirar-se, deixando Slayer e Static X remanescendo para a parte europeia da turnê. Pantera, Vision of Disorder e Biohazard foram substituídos por Cradle of Filth e outras bandas dependendo da localização; Amorphis, In Flames, Moonspell, Children of Bodom e Necrodeath. Na data da turnê em Birmingham, Inglaterra, somente apresentaram-se Slayer, Biohazard, Cradle of Filth e Raging Speedhorn. O baterista Paul Bostaph deixou a banda logo antes do Natal de 2001, devido a uma lesão crônica no cotovelo que iria dificultar a sua capacidade de tocar. A turnê God Hates Us All do Slayer estava inacabada, então King contatou o baterista original, Dave Lombardo, e perguntou se ele gostaria de terminar o resto da turnê. Lombardo aceitou a oferta e ficou como membro permanente.
Em julho de 2003 foi lançado o DVD War at the Warfield, gravado em dezembro de 2001 ainda com Bostaph na bateria, recebendo disco de ouro nos Estados Unidos além de ter sido eleito "melhor DVD do ano" pela Metal Edge. Também foi produzido um boxset chamado Soundtrack to the Apocalypse, com raridades, CDs e DVDs com apresentações ao vivo durante toda sua carreira e vários produtos da banda.[carece de fontes?]
O Slayer excursionou tocando o Reign in Blood na íntegra durante toda a primavera de 2003. Durante o show no Augusta Civic Center, em Augusta, Maine, em 11 de julho de 2004, ao final da música "Raining Blood" a banda foi banhada por uma chuva de sangue falso. A filmagem dessa performance foi gravada e lançada em outubro de 2004 no DVD Still Reigning, que rendeu mais um certificado de ouro pela RIAA e venceu novamente na categoria "DVD do ano" em 2005 pela revista Revolver.
De 2002 até 2004 a banda realizou inúmeros shows, liderando grandes festivais musicais incluindo H82k2, Summer Tour, Ozzfest 2004, Download Festival e uma turnê europeia com o Slipknot.

### Christ Illusion(2006–2008)

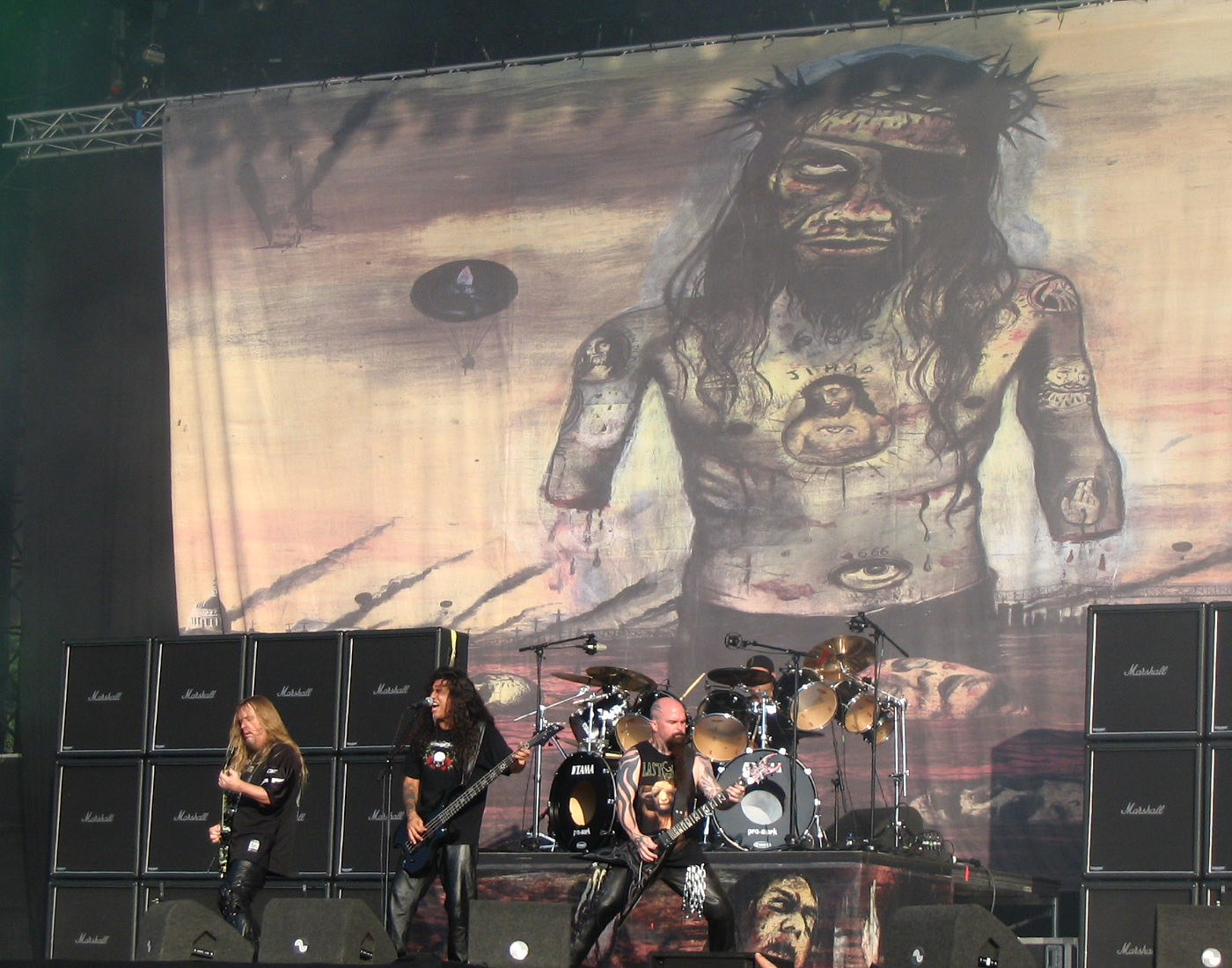
Slayer no The Fields of Rock festival em 2007

O álbum Christ Illusion estava inicialmente previsto para lançamento em 6 de junho de 2006 (6 de junho de 2006), e seria o primeiro álbum com o baterista original Lombardo desde Seasons in the Abyss, de 1990. No entanto, a banda decidiu adiar o lançamento do registro por que eles não queriam estar entre as muitas, de acordo com King, "bandas perdedoras estúpidas e fodidas" que lançariam suas gravações em 6 de junho, embora o jornal USA Today tenha relatado que a ideia foi frustrada porque a banda não conseguiu garantir tempo suficiente no estúdio de gravação. Em vez disso, o Slayer lançou Eternal Pyre em 6 de junho como um EP em edição limitada. Eternal Pyre apresentava a canção inédita "Cult", uma apresentação ao vivo de "War Ensemble" na Alemanha, imagens de um vídeo da banda gravando "Cult", e um vídeo de cinco minutos com um fã talhando o nome da banda em seu antebraço. Cinco mil exemplares foram distribuídos e vendidos exclusivamente através da cadeia de lojas Hot Topic, e esgotado em poucas horas do lançamento. Em 15 de junho, a gravadora American Recordings lançou um vinil de 7 polegadas em versão limitada a 600 exemplares.
Christ Illusion foi lançado em 8 de agosto de 2006, e estreou em 5º lugar no Billboard 200, vendendo mais de 62.000 cópias em sua primeira semana. O álbum obteve a posição mais alta do Slayer nos EUA, superando a sua melhor posição anterior com o álbum Divine Intervention, que tinha estreado em 8°. No entanto, apesar do seu elevado posicionamento, o álbum caiu para # 44 na semana seguinte.[carece de fontes?] Três semanas após o lançamento do álbum o Slayer entrou para o Hall da Fama da revista Kerrang! pela sua influência para a cena heavy metal.

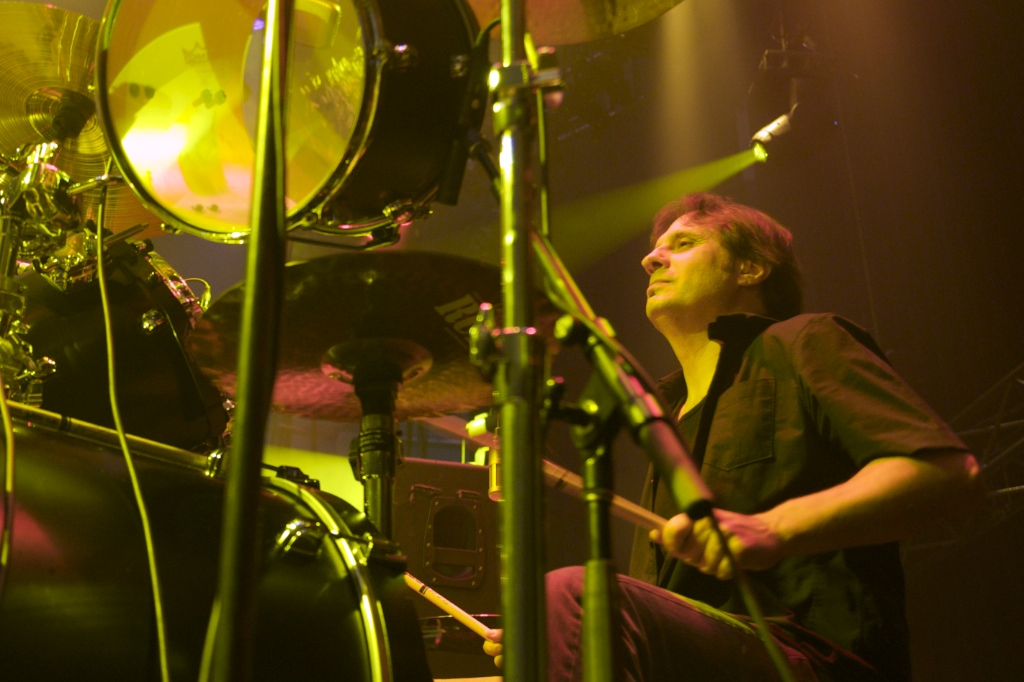
Dave Lombardo em 2009

A turnê mundial chamada The Unholy Alliance foi realizada para promover o novo álbum. A turnê de lançamento foi inicialmente marcada para 6 de junho, mas foi adiada para 10 de junho pois Araya tinha de ser submetido a uma cirurgia na vesícula biliar. Bandas como In Flames, Mastodon, Children of Bodom, Lamb of God e Thine Eyes Bleed (com o irmão de Araya, Johnny) acompanharam o Slayer. A turnê fez o seu caminho através da Europa e América, e as bandas que participaram, além de Thine Eyes Bleed, reunido para se apresentar no Loud Park Festival, no Japão, em 15 de outubro de 2006.
O vídeo para o primeiro single do álbum, "Eyes of the Insane", foi lançado em 30 de outubro de 2006. A faixa foi apresentada na trilha sonora do filme Saw III, e ganhou um prêmio Grammy pela "Melhor Performance de Metal" no 49º Grammy Awards, apesar da banda não poder comparecer devido às obrigações da turnê. Uma semana depois, a banda visitou o 52º Esquadrão de Serviços localizado na Base da Força Aérea dos Estados Unidos em Spangdahlem, na Alemanha, para fazer um show. Esta foi a primeira visita da banda em uma base militar. A banda fez sua primeira aparição em uma rede de televisão no programa Jimmy Kimmel Live!, em 19 de janeiro, tocando a canção "Eyes of the Insane" e mais quatro canções para fãs após o show (apesar da filmagem de "Jihad" ter sido cortada devido a sua letra controversa). Excursionaram na Austrália e na Nova Zelândia com o Mastodon em abril, e apareceram no Download Festival, Rock Am Ring, e uma turnê de verão com Marilyn Manson e Bleeding Through.
A banda lançou uma edição especial de Christ Illusion que apresentava uma nova arte na capa e uma faixa bônus, "Final Six", que lhe rendeu um prêmio Grammy pela "Melhor Performance de Metal" em 2008. Esta foi a segunda premiação consecutiva da banda nesta categoria. A biografia do Slayer intitulada The Bloody Reign of Slayer contendo mais de 400 páginas, do autor Joel McIver, foi publicada em 2008.

### World Painted Blood(2009-2011)
Em entrevista com as revistas Thrash Hits e Worcester, Araya  afirmou estar incerto sobre o futuro da banda, e que ele não via a si mesmo continuando a carreira com uma idade avançada. Ele disse que, uma vez que a banda finalizasse World Painted Blood, o qual era o último trabalho do seu contrato vigente, eles se reuniriam para discutir o futuro.
King estava otimista, dizendo que a banda ainda produziria pelo menos mais dois álbuns antes de considerar o fim: "Nós entraremos em estúdio em fevereiro [de 2009] para a próxima gravação, e se fizermos as coisas em tempo hábil, não penso que haja qualquer razão para que nós não possamos ter mais um álbum para lançar... Acho que uma hora o tempo irá vir e dizer: 'Está acabado. Não quer mais fazer isso.' Mas eu ainda tenho vigor."  Em uma entrevista ao Yebo TV, Hanneman afirmou que já havia escrito três canções para o próximo álbum. O Slayer, ao lado de  Trivium, Mastodon, e Amon Amarth,se uniram para uma turnê europeia chamada 'The Unholy Alliance: Chapter III', realizada em outubro e novembro de 2008.  O Slayer líderou o segundo Mayhem Festival  no verão de 2009. A banda, junto ao Megadeth, foram as atrações principais do Canadian Carnage, a primeira vez em que tocaram juntos em mais de 15 anos, quando co-lideraram quatro shows no Canadá no fim de junho de 2009 com abertura de Machine Head e Suicide Silence.

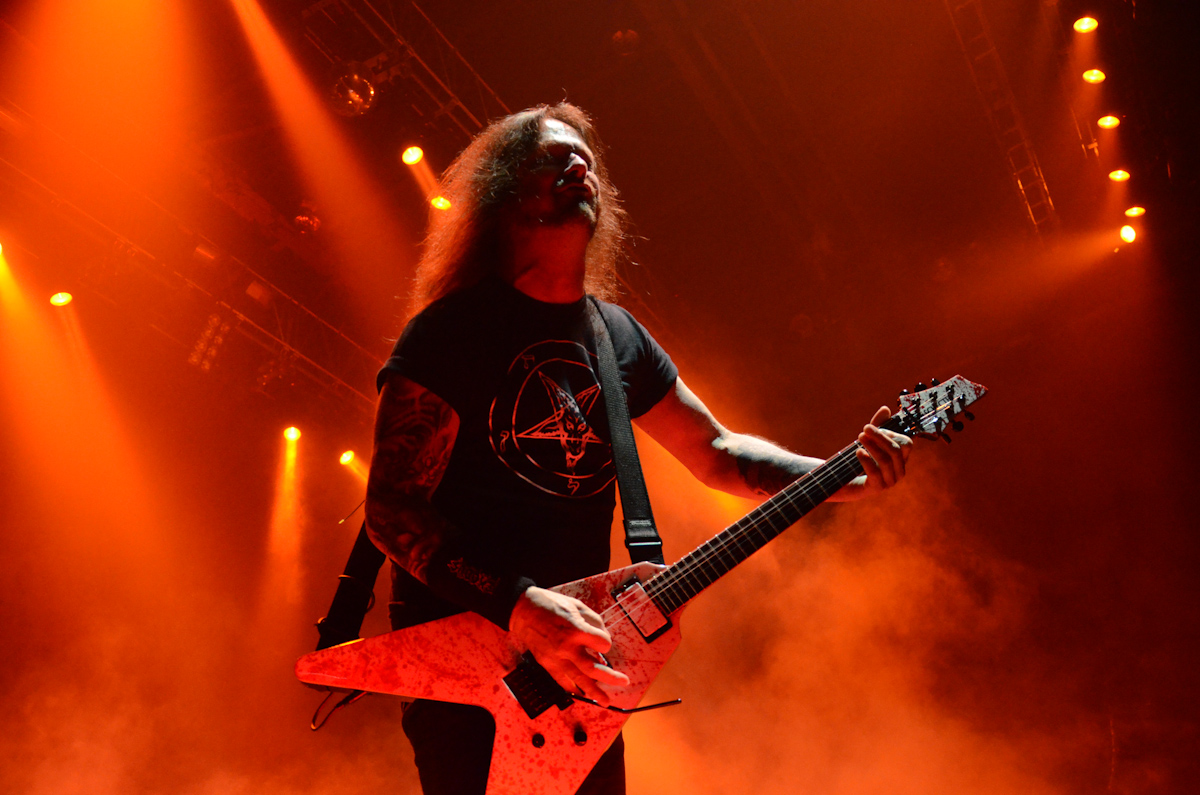
Gary Holt em show do Slayer em 2011

O Slayer lançou mundialmente no dia 2 de Novembro de 2009 via  American Recordings seu décimo álbum de estúdio, World Painted Blood, produzido por Rick Rubin, que havia trabalhado com a banda entre 1986 e 1998. Em Maio de 2009, Kerry King disse sobre o álbum: "Eu acho que este tem um pouco de tudo - mais do que qualquer coisa que nós fizemos desde Seasons. Então, eu imagino que as pessoas vão compará-lo com esse".
O Slayer, junto a Metallica, Megadeth e Anthrax, tocaram no mesmo show pela primeira vez em 16 de junho de 2010 no Bemowo Airport, próximo a Varsóvia, Polônia. Uma das seguintes performances do Big 4 (em Sofia, Bulgária, 22 de junho de 2010) foi transmitida em HD via satélite para vários cinemas do mundo, e acabou resultando no DVD  The Big 4 Live from Sofia, Bulgaria. O Slayer tocou seus clássicos antigos e também músicas do novo CD como "World Painted Blood" e "Beauty Through Order", num total de 12 músicas. Eles também tocaram em vários outros shows como parte do Sonisphere Festival. Megadeth e Slayer juntaram forças mais uma vez para a  European Carnage Tour em março e abril. O "Big Four" tocou em mais shows do Sonisphere na Inglaterra e na França pela primeira vez na história. O Slayer retornou à Austrália em fevereiro e março de 2011 como parte do Soundwave Festival e também tocou na Califórnia com os outros membros do "Big Four". Este foi o último ano que os quatro grupos tocaram juntos.
Em fevereiro de 2011, Jeff Hanneman foi acometido por uma infecção em seu braço direito (provavelmente por uma picada de aranha) e teve de entrar em tratamento médico. Araya afirmou sobre o estado de Hanneman: "Jeff está gravemente doente, ele contraiu uma bactéria que causou muito dano ao seu braço. Então nós vamos esperar ele melhorar, até estar cem por cento recuperado e então ele juntar-se-á a nós." Como a banda não podia desmarcar seus shows, foi recrutado o guitarrista Gary Holt do Exodus para substituí-lo temporariamente. Numa tour na Europa, Gary teve de voltar ao Exodus, e Pat O'Brien (Cannibal Corpse) substituiu-o em 4 apresentações. Em 23 de abril de 2011, no show americano do Big 4, Hanneman juntou-se a seus colegas de banda para tocar as últimas duas músicas do repertório,  "South of Heaven" e "Angel of Death". Está foi a última performance ao vivo de Hanneman com a banda.

### Saída de Lombardo e morte de Hanneman (2011–2013)
Em uma entrevista em maio de 2011 quando questionado se o Slayer poderia fazer outro álbum, Dave Lombardo respondeu "Absolutamente sim; ainda que não tenhamos nada escrito, há planos concretos. É claro. Temos que fazer. Por que não? Não estou me aposentando e não creio que Kerry [King] esteja... Eu gosto da longevidade e um músico verdadeiro nunca abandona a sua arte."  Contudo, Araya afirmou que o Slayer não começaria a compor um novo disco até a condição de Jeff Hanneman melhorar.

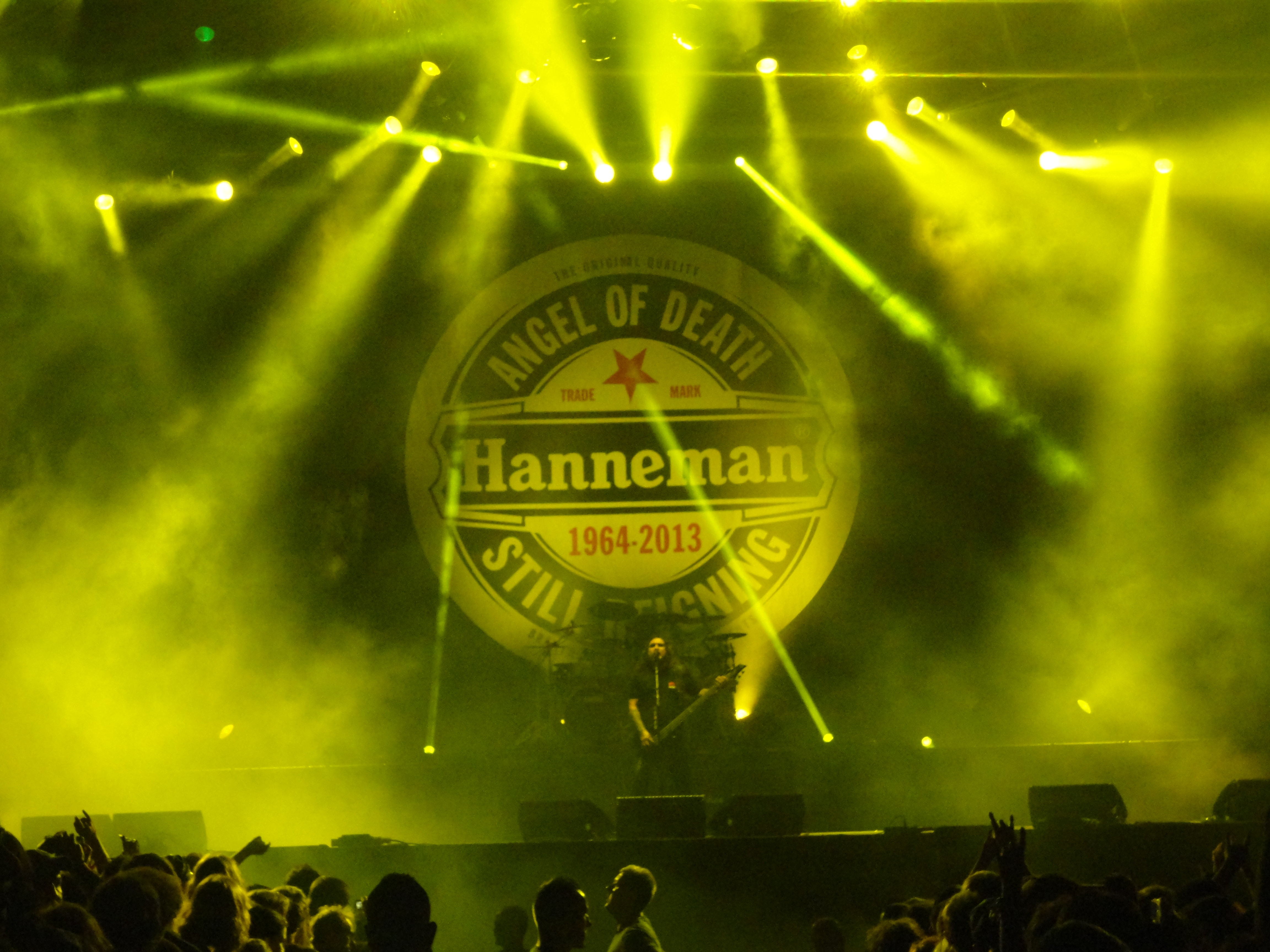
Tributo a Jeff Hanneman

Em 21 de novembro de 2011, Dave Lombardo postou um tweet afirmando que a banda havia começada a compor novas músicas. Isso presumivelmente significava que Jeff Hanneman estava em melhores condições e pronto para entrar em estúdio novamente. Kerry  havia trabalhado com Dave naquele ano e eles haviam completado três canções. O grupo planejava entrar em estúdio em março e abril de 2012 e esperavam ter o disco completamente gravado  antes de sua turnê americana no fim de maio e lançá-lo no verão do mesmo ano. No entanto, King declarou que o futuro disco não seria finalizado até setembro ou outubro daquele ano, fazendo do álbum um provável lançamento de 2013. Em julho de 2012, Kerry King  revelou o título de duas faixas da futura  gravação, "Chasing Death" e "Implode".
O dia 7 de outubro de 2011 marcava o 25º aniversário do terceiro álbum do Slayer, Reign in Blood. Para celebrar o aniversário, a banda tocou todas as faixas do disco no festival  All Tomorrow's Parties no Alexandra Palace, Londres.
Em 18 de dezembro de 2012 a banda foi confirmada oficialmente no Rock in Rio de 2013, para o último dia de apresentações.
No dia 21 de fevereiro de 2013, o baterista Dave Lombardo anuncia em seu facebook a sua demissão do Slayer antes de sua turnê pela Austrália. No comunicado, Lombardo pede desculpas aos fãs da Austrália que compraram os ingressos esperando que estivesse presente. Ele diz ter sido informado no dia 14 de fevereiro de 2013 que não seria mais o baterista da turnê devido a um desentendimento com Kerry King envolvendo a parte financeira da banda. John Dette foi chamado para substituir Lombardo  na turnê do Soundwave Festival.
Em 2 de maio de 2013 morre o guitarrista e fundador do Slayer Jeff Hanneman, vítima de insuficiência hepática, em um hospital local próximo à sua casa em "Inland Empire"; a causa da morte foi depois determinada como cirrose relacionada ao álcool. Kerry confirmou que a banda continuaria, dizendo que "Jeff estará nos pensamentos de todos por um longo tempo. É lamentável que você não possa evitar que coisas infelizes assim aconteçam. Mas nós seguiremos - e estará conosco em espírito." Contudo, Araya reafirmou estar incerto sobre o futuro do grupo, expressando que "depois de 30 anos [com Hanneman em atividade na banda], estaremos literalmente começando de novo", e dúbio sobre se a base de fãs do Slayer  aprovariam a mudança. Apesar da incerteza sobre o futuro profissional, eles continuaram com os planos de um disco subsequente ao World Painted Blood. Adicionalmente, foi informado que o futuro disco poderia ter material escrito por Hanneman.

### Repentless e o fim do Slayer(2013-2019)

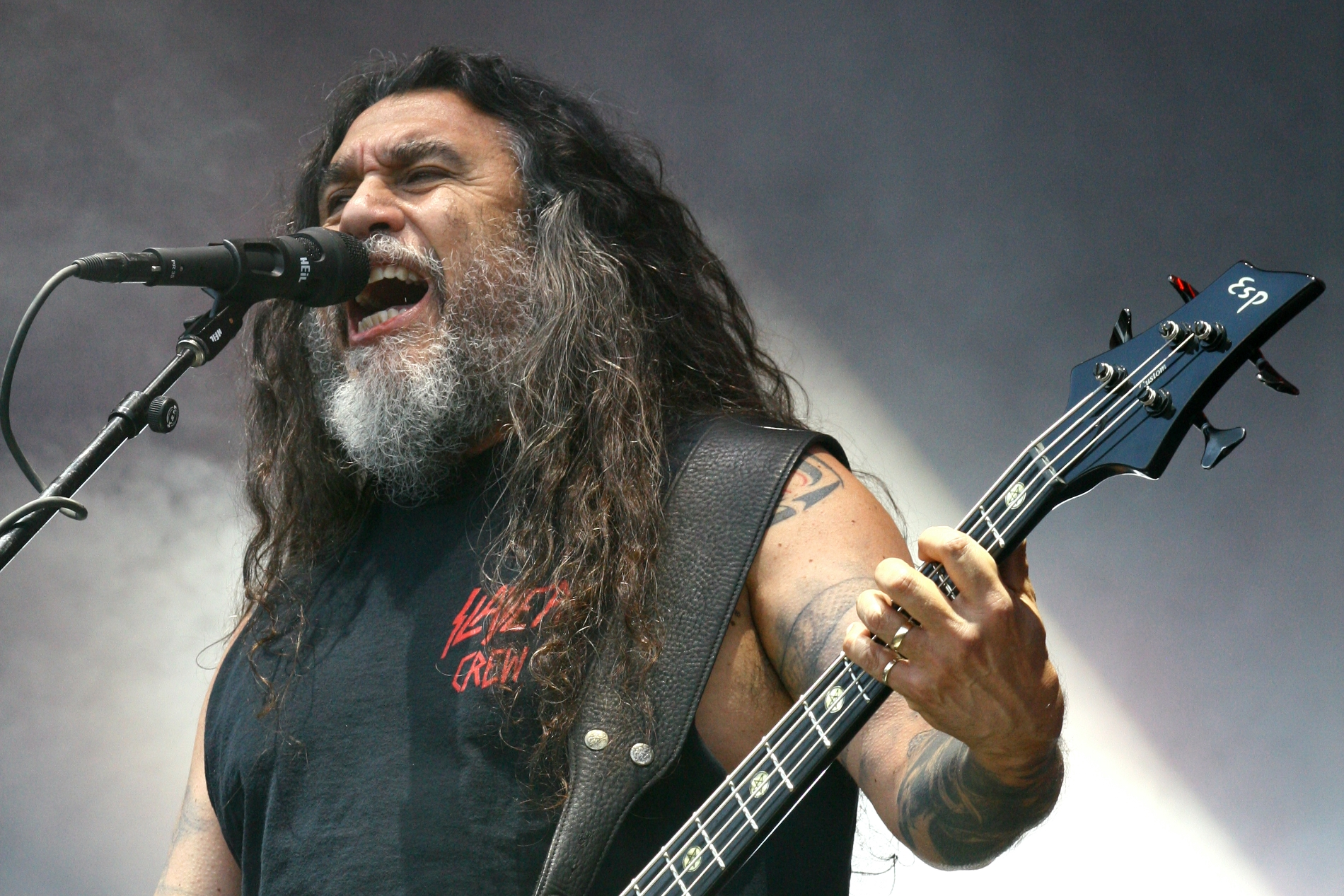
Tom Araya em show de 2014

Em 30 de maio de 2013, foi anunciado que Paul Bostaph estava de volta à banda. O músico afirmou: "Estou muito animado de voltar ao SLAYER. Gastamos 10 anos muito intensos de nossas vidas juntos, nos divertimos muito, fizemos muita música de qualidade, então para mim é como voltar para casa."
Em 23 de abril de 2014 na cerimônia Revolver Golden Gods Awards, o Slayer apresenta a canção "Implode", a primeira música nova em 5 anos,  composta por Kerry King.
Após terminar a parceria de 28 anos com Rick Rubin e a American Recordings, a banda assinou com a Nuclear Blast Records e entrou em estúdio no fim do ano para gravar seu próximo disco, que estava previsto para sair no início de 2015. Foi informado que o guitarrista Gary Holt participaria das gravações, ainda que não contribuísse para as composições. Em novembro e dezembro de 2014, o Slayer executou uma tour de dezessete shows nos EUA com o Suicidal Tendencies e o Exodus.
Em março de 2015, Tom Araya afirmou que a banda estava nos processos finais de produção e que faltava apenas decidir a capa e título do disco. No mês seguinte foi divulgado o single "When the Stillness Comes", disponibilizado em vinil colorido com 5 mil unidades à venda. Em maio, foi confirmado que o título do disco seria Repentless, que foi lançado em  11 de setembro de 2015.
O álbum Repentless vendeu cerca de 49 mil cópias em sua primeira semana nos Estados Unidos e chegou à posição 4 na Billboard 200, melhor desempenho na parada musical americana já alcançada pelo grupo. O disco obteve uma recepção boa por fãs e crítica, atingindo a nota 70/100 no Metacritic. Em suporte ao disco, o Slayer tocou na Europa com  Anthrax e Kvelertak em outubro e novembro de 2015, e em março de 2016 fez apresentações ao lado de Testament e Carcass em solo americano.

## Fim momentâneo e retorno
Após o lançamento de Repentless, como já pretendido pelos membros da banda, o Slayer estava próximo de um fim de carreira. No dia 22 de janeiro de 2018 a banda publicou um vídeo no YouTube onde anunciava uma turnê de despedida. Eles fizeram seu último show em 30 de novembro de 2019, na cidade de Los Angeles. Mais tarde em outubro de 2021, Kerry King afirmou que ficou enraivecido com o fim da banda, segundo ele, um fim prematuro.
No dia 21 de fevereiro de 2024, em uma entrevista no portal Loudwire, a banda anunciou sua reunião, para além de duas datas confirmadas, ambas em festivais de música norte-americanos, uma no Louder Than Life e outra no Highland Festival.
Em 22 de setembro de 2024, o Slayer retornou aos palcos em Chicago no Riot Fest e os próximos shows foram agendados para 27 de setembro de 2024 em Loulsville, KY e 10 de outubro do mesmo ano em Sacramento, CA. De fato, ocorreu a apresentação do grupo como parte da Aftershock 2024, no Discovery Park, em Sacramento no dia 10 de outubro. Foi o último concerto do Slayer nesse ano.
No ano de 2025 a banda fez sua primeira apresentação em 3 de julho, no Blackweir Live, em Cardiff, no País de Gales, após pouco mais de oito meses sem shows.
Em virtude de, notoriamente, tributar a Black Sabbath, a Slayer se apresentou no evento beneficente e que findava a carreira da banda inglesa, Back To The Beginning, no dia 5 de julho de 2025, em Birmingham, Reino Unido. A participação não se tratou exatamente de uma surpresa, já que a presença da Slayer já estava confirmada em cartaz há alguns meses e, em abril do ano anterior, Kerry King tinha revelado à Rolling Stone Brasil que iria participar com a banda no evento. Sete músicas foram tocadas como parte do repertório, dentre elas Wicked World, cover da Black Sabbath, primeiramente em forma de trecho e depois como reprise.

## Composição e estilo

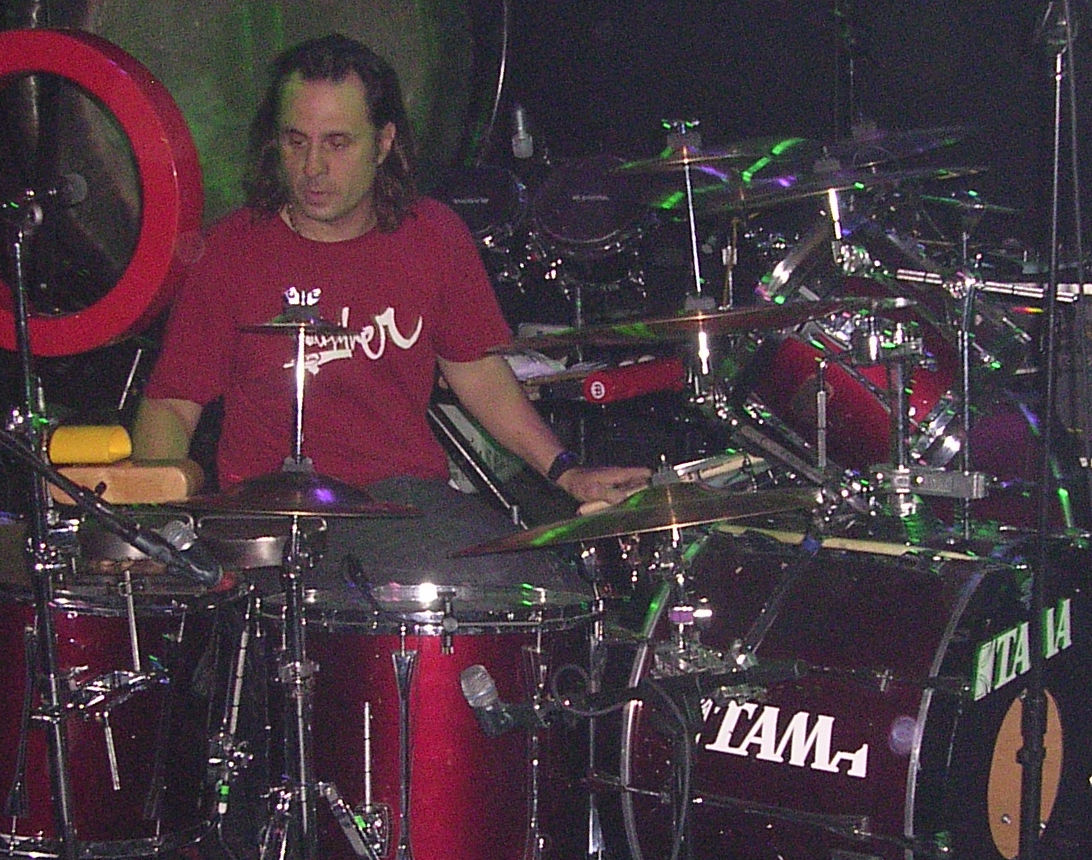
A agressão e velocidade de Lombardo o fez ganhar o título de "pai do bumbo duplo" pela Drummerworld

Os primeiros trabalhos da banda foram bem recebidos pela crítica graças a sua rapidez e poderio instrumental que combinavam hardcore punk e speed metal. Reign in Blood é o álbum mais rápido deles, gravado com uma média de 220 batidas por minuto. O álbum  Diabolus in Musica é o primeiro da banda a contar com afinação  C#, enquanto God Hates Us All  é o primeiro gravado com afinação Drop B e com guitarras de 7 cordas afinadas em Si bemol, sendo considerado por alguns fãs como um som próximo ao nu metal. O Allmusic cita o disco como "um abandono das extravagâncias e acessibilidade de seus trabalhos do fim dos anos 1980/começo dos 1990, e o retorno à uma abordagem mais crua".
Os solos de King e Hanneman foram categorizados como "caóticos e incrivelmente geniais". Dave Lombardo usa dois bumbos ao invés de pedais duplos e um bumbo. A agressividade e velocidade de Lombardo fez com que ele ganhasse o título de padrinho do bumbo duplo pela revista Drummerworld, sendo este peça-chave no som da banda. Lombardo  explica o motivo do uso de dois bumbos: "Quando você bate no meio do bumbo ele continua ressoando. Quando você bate no mesmo lugar logo depois, você tem um tipo de 'ricochete' do bumbo com a batida do outro pedal. Você não os deixa respirar". Ao tocar com o pedal duplo Lombardo usa a técnica chamada "heel-up" (calcanhares levantados).
Na formação original,  Hanneman, King e Araya contribuíam para as letras da banda, em tempo que King e Hanneman criavam e arranjavam as músicas com adicionais arranjos de Lombardo e, as vezes, de Araya. Lombardo nunca recebeu crédito de composição na história do Slayer. Araya formava uma parceria de composições líricas com Hanneman, algumas vezes ofuscando as investidas criativas de King. Hanneman afirmou que as letras e músicas eram "livre para todos"; "É apenas questão de quem surge com o quê. As vezes eu estarei num momento melhor então eu terei mais material, a mesma coisa com o Kerry – é quem está no melhor momento, realmente. Todos podem escrever qualquer coisa, se for bom nós usaremos.
Quando compunham canções, os integrantes escreviam as músicas antes de incorporarem as letras. King ou Hanneman usavam gravação multicanal e uma caixa de ritmos para mostrar aos outros membros os riffs que eles criavam, e pediam a opinião deles. King, Hanneman e Lombardo mencionavam se qualquer alteração podia ser feita. A banda tocava o riff para obter uma estrutura sonora e observavam onde as letras e solos poderiam ser inseridos. Hanneman, King e Araya tendiam a ter um diferenciamento na influência das letras. As letras de Hanneman falavam sobre nazismo, religião, guerra e assuntos similares. As letras de King eram geralmente antirreligiosas. As de Araya normalmente tratavam de temas menos controversos que os de Hanneman e King, como assassinos em série e guerras.

## Legado

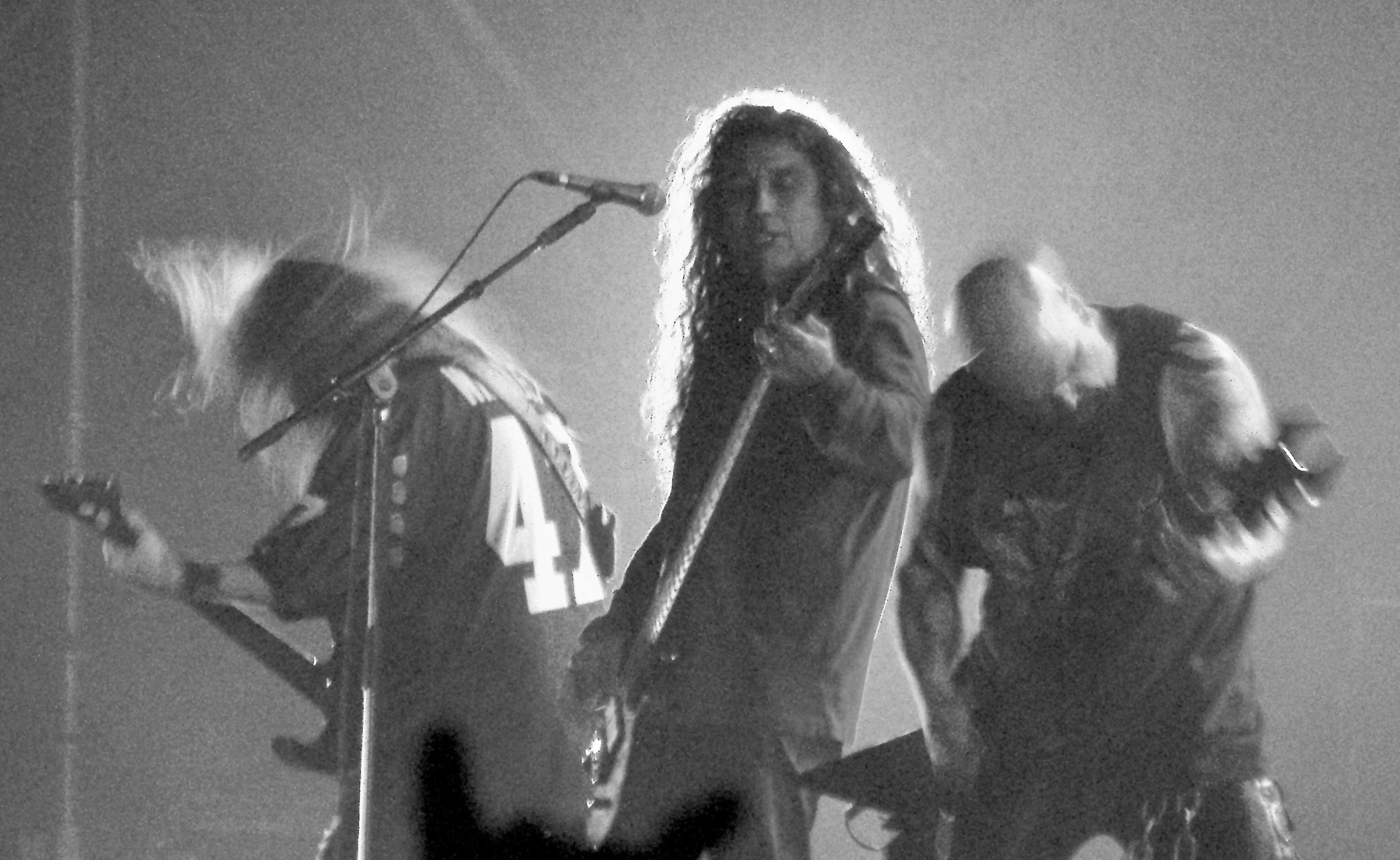
Slayer ao vivo no Hellfest 2007

Slayer é uma das mais influentes da história do heavy metal. Steve Huey do AllMusic acredita que o estilo musical do Slayer faz a banda mais forte que os outros membros do "Big Four" do thrash metal, Metallica, Megadeth e Anthrax, todos os quais chegaram à fama nos anos 1980. "Os ritmos de baixa afinação, toques de guitarra infecciosos, letras graficamente violentas e capas macabras do Slayer definiram o padrão de dezenas de emergentes bandas de thrash" e "sua música foi diretamente responsável pela ascensão do death metal", constata a MTV, que classificou o Slayer como sexta "maior banda de metal de todos os tempos", além de ficar na posição 50 na lista "100 maiores artistas de hard rock" do canal VH1. Hanneman e King foram classificados na posição 10 dentre os "100 maiores guitarristas de metal de todos os tempos" pela revista Guitar World em 2004, e foram votados como "Melhor guitarrista/Dupla de guitarristas" por leitores da revista Revolver. O baterista original, Lombardo, também foi votado como "Melhor Baterista" e a banda entrou no Top 5 das categorias "Melhor banda da história", "Melhor banda ao vivo", "Álbum do ano" (por Christ Illusion) e "Banda do ano".
O autor musical Joel McIver considerou o Slayer muito influencial na cena do metal extremo, especialmente sobre o desenvolvimento dos subgêneros death e black metal. De acordo com  John Consterdine da revista Terrorizer, "sem a influência dos californianos, o metal extremo como nós conhecemos não existiria". Kam Lee do Massacre, e ex-integrante do Death, afirmou: "não haveria death metal ou black metal ou qualquer metal extremo da maneira que há hoje se não fosse pelo Slayer". Johan Reinholdz do Andromeda disse que o Slayer "foi crucial no desenvolvimento do thrash metal, o qual provocou o surgimento de inúmeros subgêneros. Eles inspiraram gerações de bandas de metal". Alex Skolnick do Testament declarou: "Antes do Slayer, o metal nunca tinha possuído tal articulação afiada, precisão, e balanceamento entre o som e as pausas. todo esse ataque sônico que permeava o choque, os gritos, a bateria e [...] o mais importante: os riffs".
Dentre os grupos que citaram o Slayer uma de suas principais influências, constam Cannibal Corpse, Kreator, Bullet for My Valentine, Gojira, Pantera, Slipknot, Machine Head, Mayhem, Darkthrone, System of a Down, Lamb of God, Behemoth, Evile e Lacuna Coil. Steve Asheim, baterista do Deicide, declarou que "obviamente não haveria um Deicide como conhecemos sem a existência do Slayer". O guitarrista Andreas Kisser, do Sepultura, afirmou que "sem o Slayer, o Sepultura nunca seria possível". O Weezer menciona-os na canção "Heart Songs" de seu álbum auto-intitulado de 2008. O verso diz: "Iron Maiden, Judas Priest e Slayer ensinaram-me como fazer shred...".
Seu terceiro álbum, Reign in Blood (1986), tornou-se muito influente para bandas de metal extremo e thrash metal desde seu lançamento e é considerado a gravação que deu início ao death metal. Teve impacto significativo sobre líderes do gênero como Death, Obituary, Cannibal Corpse e Morbid Angel. O álbum foi aclamado como "o disco mais pesado de todos os tempo" pela Kerrang! Magazine, um "definidor do gênero" pela revista Stylus, e um "clássico soberano desde que foi lançado" pelo AllMusic. Em 2006, foi nomeado como melhor álbum de metal dos últimos  20 anos pela Metal Hammer. De acordo com Nielsen Soundscan, o Slayer vendeu 4.900.000 de cópias nos Estados Unidos entre 1991 e 2013.

## Controvérsia

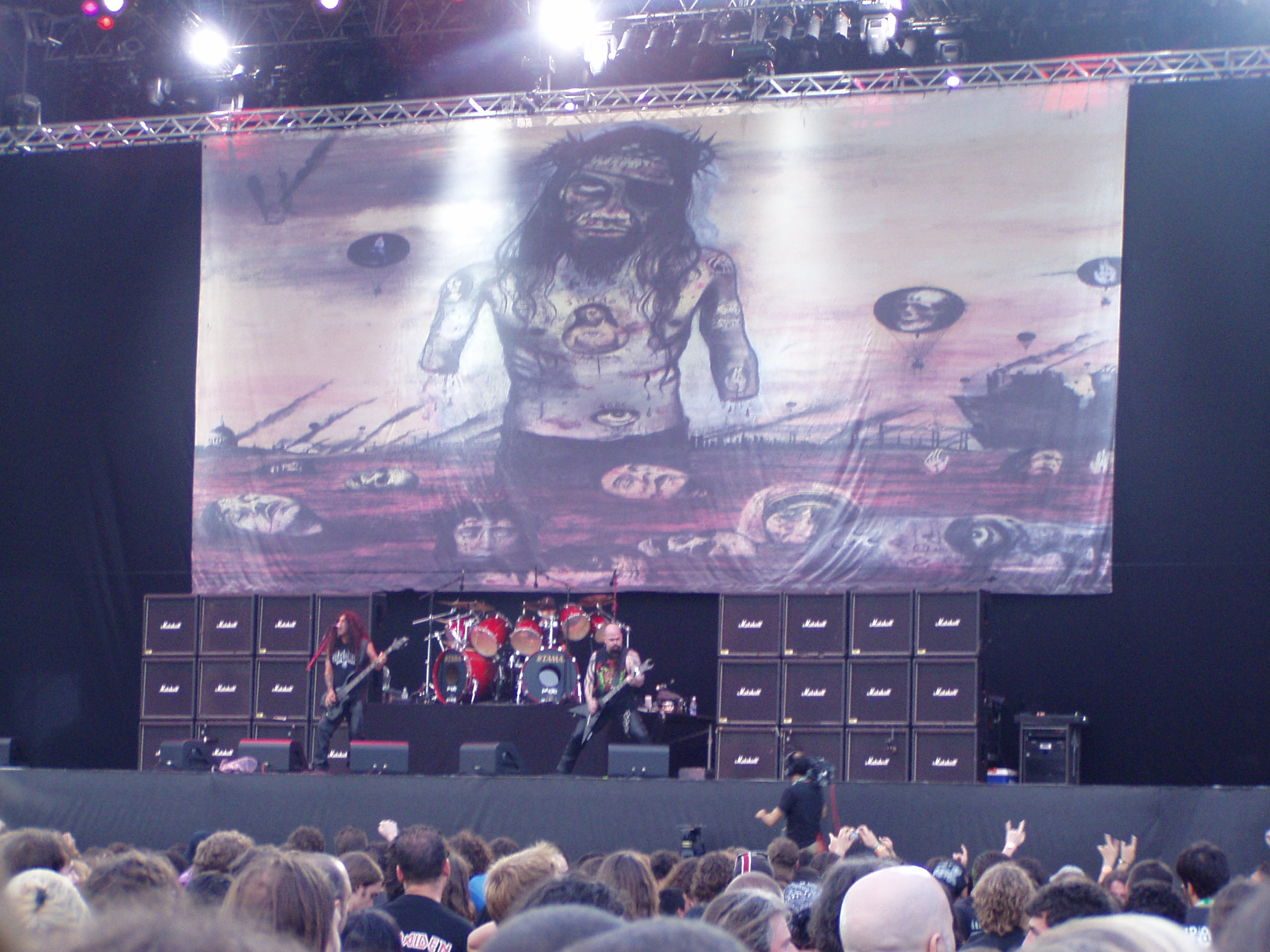
Devido à sua capa controversa (retratada ao fundo), todo o estoque indiano de Christ Illusion foi mandado de volta e destruído

Uma ação judicial foi movida contra a banda em 1996, pelos pais de Elyse Pahler, que acusou a banda de incentivar os assassinos de sua filha através de suas letras. Elyse foi drogada, estrangulada, esfaqueada, pisoteada e violentada por três fãs da banda, como um "sacrifício para o diabo". O caso chegou ao tribunal em 19 de maio de 2000, o qual afirmava que o Slayer e negócios associados distribuíam produtos nocivos para adolescentes, incentivando atos de violência através de suas letras, e "nenhum dos crimes violentos cometidos contra Elyse Marie Pahler teria ocorrido sem a intencional estratégia de marketing da banda de death-metal Slayer". A ação foi julgada improcedente em 2001 por várias razões, incluindo "os princípios da liberdade de expressão, a falta de obrigação e falta de previsibilidade". Uma segunda ação foi ajuizada pelos pais, uma queixa alterada por perdas e danos contra o Slayer, sua gravadora, e outras entidades do selo. O processo foi novamente indeferido. O juiz E. Jeffrey Burke afirmou: "Eu não considero a música do Slayer obscena, indecente ou prejudicial aos menores."
O Slayer também foi acusado de ter simpatia pelo nazismo, devido à águia do logotipo da banda ter semelhança com a águia do símbolo nazista, e à letra de "Angel of Death". Angel of Death foi inspirada pelos atos de Josef Mengele, o doutor que conduziu experimentos humanos em prisioneiros durante a Segunda Guerra Mundial nos campos de concentração de Auschwitz, e foi apelidado de "Anjo da Morte" pelos reclusos. Ao longo de sua carreira, os membros da banda foram questionados sobre estas acusações, e afirmaram inúmeras vezes que eles não compactuam com ideais nazistas e que apenas têm interesse pelo assunto.
O cover do Slayer para a canção "Guilty of Being White" da banda Minor Threat levantou questionamentos sobre uma possível mensagem de supremacia branca na música deles. A controvérsia a cerca do cover surgiu pela mudança do refrão de "culpa por ser branco" para "culpa por ser certo", no fim da canção. Isso enfureceu o vocalista do Minor Threat, Ian MacKaye, que afirmou: "isso foi muito ofensivo para mim." King disse que a letra foi alterada como forma de humor negro, e que a alegação de racismo sofrida na época foi "ridícula".
Em entrevista de 2004 com Araya, quando perguntado "Será que os críticos percebem quando vocês estão fazendo algo na brincadeira?", Araya respondeu: "Não. As pessoas pensam que é sério! ...é como na época do PMRC, o qual levava tudo ao pé da letra, quando na realidade você está apenas tentando criar uma imagem. Você está tentando assustar as pessoas de propósito." Araya também negou rumores que os integrantes do Slayer são satanistas, dizendo que apenas encontram no satanismo coisas interessantes e que "todos nós estamos nesse planeta para aprender e experimentar."
A  canção "Jihad" do álbum Christ Illusion causou polêmica entre os familiares das vítimas do atentado de 11 de setembro. A canção aborda os ataques do ponto de vista de um terrorista. A  banda afirmou que a música fala através desta perspectiva mas sem simpatizar com a causa, e não apoia nenhum dos lados.
Dezessete bancos de ônibus promovendo o mesmo álbum em Fullerton, Califórnia, foram considerados ofensivos por oficiais da cidade. Autoridades locais contataram a gravadora da banda e exigiram que os anúncios fossem retirados. Todos os bancos foram eliminados.
Na Índia, Christ Illusion foi revocado pela EMI India  após protestos de grupos religiosos cristãos pela natureza da arte gráfica. A capa do álbum foi desenhada pelo colaborador de longa data do Slayer Larry Carroll e conta com Cristo em um "mar de desespero", com braços amputados, sem um olho, enquanto está de pé num mar de sangue com várias cabeças. Joseph Dias, do grupo cristão de Mumbai chamado Fórum Secular Católico, tomou como "afronta" a capa original do disco, e emitiu um memorando  ao comissário de polícia de Mumbai em protesto. Em 11 de outubro de 2006, a EMI anunciou que todos os estoques haviam sido destruídos, dizendo não ter planos de relançar a gravação na Índia no futuro.  No entanto, o álbum já foi importado e disponibilizado na Índia.

## Integrantes
| Formação atual - Tom Araya – baixo e vocal (1981–2019, 2024–presente) - Kerry King – guitarra (1981-2019, 2024–presente) - Paul Bostaph – bateria (1992–1996, 1997–2001, 2024–presente) - Gary Holt – guitarra (2011-2013 como substituto temporário), (2013–2019, 2024–presente como membro permanente) | Ex-membros - Jeff Hanneman – guitarra (1981–2013) - Dave Lombardo – bateria (1981–86, 1987–92, 2001–2013) | Substitutos em turnês - Tony Scaglione – bateria (1986–1987) - Jon Dette – bateria (1996-1997, 2013) - Pat O'Brien – guitarra (2011) |

## Discografia
| Álbuns de estúdio - 1983 - Show No Mercy - 1985 - Hell Awaits - 1986 - Reign in Blood - 1988 - South of Heaven - 1990 - Seasons in the Abyss - 1994 - Divine Intervention - 1998 - Diabolus in Musica - 2001 - God Hates Us All - 2006 - Christ Illusion - 2009 - World Painted Blood - 2015 - Repentless | Álbum de covers - 1996 - Undisputed Attitude EP - 1984 - Haunting the Chapel - 2006 - Eternal Pyre Álbuns ao vivo - 1984 - Live Undead - 1991 - Decade of Aggression - 2019 - The Repentless Killogy(Live At The Forum Inglewood,CA) |

## Prémios e nomeações

### Prémios Grammy
| Ano  | Trabalho Nomeado      | Prémio                            | Resultado |
| ---- | --------------------- | --------------------------------- | --------- |
| 2002 | "Disciple"            | Melhor performance de heavy metal | Nomeado   |
| 2007 | "Eyes of the Insane"  | Melhor performance de heavy metal | Vencedor  |
| 2008 | "Final Six"           | Melhor performance de heavy metal | Vencedor  |
| 2010 | "Hate Worldwide"      | Melhor performance de heavy metal | Nomeado   |
| 2011 | "World Painted Blood" | Melhor performance de heavy metal | Nomeado   |

### Kerrang! Awards
| Ano  | Nomeação | Prémio                | Resultado |
| ---- | -------- | --------------------- | --------- |
| 2006 | Slayer   | Kerrang! Hall of Fame | Vencedor  |
| 2013 | Slayer   | Kerrang! Legend       | Vencedor  |

### Metal Edge Readers' Choice Awards
| Ano  | Nomeação            | Prémio     | Resultado |
| ---- | ------------------- | ---------- | --------- |
| 2003 | War at the Warfield | DVD do ano | Vencedor  |

### Revolver Readers' Choice Awards
| Ano  | Nomeação            | Prémio     | Resultado |
| ---- | ------------------- | ---------- | --------- |
| 2003 | War at the Warfield | DVD do ano | Vencedor  |
| 2004 | Still Reigning      | DVD do ano | Vencedor  |

### Metal Hammer Golden Gods Awards
| Ano  | Nomeação | Prémio                 | Resultado |
| ---- | -------- | ---------------------- | --------- |
| 2004 | Slayer   | Melhor atuação ao vivo | Vencedor  |